# San Mamés (Álava)
San Mamés es un despoblado que actualmente forma parte de los concejos de Estarrona y Mendoza, que están situados en el municipio de Vitoria, en la provincia de Álava, País Vasco (España).

## Historia
Documentado desde 1581, se despoblo en el transcurso del siglo XVIII.
Actualmente sus tierras son conocidas con los topónimos de Perezikoa, en el concejo de Estarrona y San Mamés, en el concejo de Mendoza.